# 馬里納群島
66°1′S 101°9′E / 66.017°S 101.150°E
馬里納群島（英語：Mariner Islands）是南極洲的群島，西面是埃迪斯托海峽，南面是戈薩德海峽，東面是雷門丘斯冰川，由美國海軍拍攝空中照片繪入地圖，現時由南極條約體系管理。